# Cascada Cailor
Cascada Cailor este situată în apropiere de stațiunea turistică Borșa, în partea de Nord-Est a Munților Rodnei. Apa adunată într-un circ glaciar se scurge peste un abrupt calcaros numit ˝Podul Cailor˝, în mai multe trepte, rezultând cea mai mare cascadă din România. Se află la altitudinea de 1300 m iar căderea de apă este de 90 metri. Cascada este accesibilă din mai multe direcții, dinspre Borșa-Complex cu telescaunul, sau pe jos, sau dinspre zonele mai înalte ale Munților Rodnei. 

## Legendă
Se spune că Muntele Piatra Rea a reprezentat locul preferat al celor ce locuiesc în zonă pentru a-și ține hergheliile de cai începând cu primăvara până în toamnă, motivul fiind unul simplu: pășunile sunt de o frumusețe și o bogăție greu de văzut în alte locuri, astfel, caii puteau paște în voie fără a fi deranjați. Însă cum poveștile nu sunt frumoase până la capăt, se spune că hergheliile de cai obișnuiau să fie atacate de urși, aceștia fiind înfometați și căutând hrană în carnea cailor. Locul fiind unul deschis, șansele de izbândă ale ursului erau mici. Însă ursul, fiind un animal deștept, cum este și cunoscut, găsea soluții și încolțea animalele deasupra prăpastiei de lângă ceea ce în zilele noastre se numește chiar Cascada Cailor. Astfel, fiind prinse într-un loc strâmt, bietele animale nu mai aveau șanse și cădeau pradă ursului. Legenda spune că astfel, ursul, se alegea cu un număr apropiat celui de 15 cai. 
De atunci, localnicii au numit această cascadă ca fiind a cailor, datorită acestei legende. Odată cu această cascadă, întreaga zonă a fost redenumită, muntele din apropiere primind numele de Muntele Cailor, circul glaciar primind și el numele de Podul Cailor. Pentru ca întreg peisajul să poarte acest nume, pârâul ce se prelinge în vale poartă de asemenea numele de Izvorul Cailor.